# Darwin Nieves
Darwin Daniel Nieves Vagnoni (Montevideo, Uruguay, 24 de junio de 1990) es un futbolista profesional uruguayo, se desempeña en el terreno de juego como portero y su equipo actual es la Universidad O&M FC de la Liga Dominicana de Fútbol.

## Clubes
| Club                  | País                 | Año             |
| --------------------- | -------------------- | --------------- |
| Liverpool             | Uruguay              | 2010 - 2011     |
| Arturo Fernández Vial | Chile                | 2012            |
| Huracán               | Uruguay              | 2013 - 2015     |
| Municipal Mejillones  | Chile                | 2015 - 2016     |
| Universidad O&M FC    | República Dominicana | 2016 - presente |